# China Travel Service
Der China Travel Service, kurz CTS, ist die Tourismus- und Reisebehörde der Volksrepublik China. Sie wurde am 19. November 1949, rund eineinhalb Monate nach der Ausrufung der Volksrepublik China, gegründet und beschäftigt sich mit der Vermarktung Chinas an den Rest der Welt, wodurch die Tourismuswirtschaft gefördert und weiterentwickelt werden soll. Sie war eine untergeordnete Behörde der 2018 aufgelösten China National Tourism Administration (CNTA).

## Geschichte
Die erste Reiseagentur in China gab es bereits im Jahre 1923; sie wurde von der Shanghai Commercial and Saving Bank unter dessen Gründer und Generaldirektor Chén Guāngfǔ, besser bekannt als K. P. Chen, finanziert und wurde im Jahre 1927 unabhängig. Die frühen Geschäfte der ersten chinesischen Reiseagentur beliefen sich auf die Organisation von Fahrkarten für den Bahn- und Schiffsverkehr. In weiterer Folge wurden in China vermehrt kleinere Reiseagenturen gegründet, von denen nahezu alle während der Kriege (Chinesischer Bürgerkrieg und Zweiter Japanisch-Chinesischer Krieg während des Zweiten Weltkriegs bzw. auch der Pazifikkrieg) zugrunde gingen. Chinas moderner Tourismus entstand daraufhin kurz nach der Gründung der Volksrepublik China am 1. Oktober 1949. In den Wochen nach der Ausrufung des Staates richtete die chinesische Regierung nach und nach Außenbüros ein, um offizielle diplomatische Besuche abzuwickeln. Während dieser Zeit wurde am 19. November 1949 auch der China Travel Service gegründet. Mit 1. Juli 1951 kam der China Travel Service (Hong Kong) unter die Kontrolle der Bank of China. Mit dem China International Travel Service (CITS) wurde im Jahre 1954 eine weitere große Reiseagentur gegründet. 1964 entstand die Vorgängerorganisation der 1982 gegründeten und 2018 aufgelösten China National Tourism Administration (CNTA). Während der drei Jahrzehnte wurde der Einreisetourismus jedoch vollständig von der chinesischen Regierung geleitet und war für im Ausland lebende Chinesen sowie ausländische Beamte vorgesehen.
Im Juni 1973 wurde der Bau des neuen Firmensitzes von CTS, ein Hochhaus in der 77 Queen’s Road Central, im Zentrum Hongkongs, abgeschlossen. Am 25. Juli 1979 begann die Behörde mit der Ausstellung von sogenannten Heimkehrerlaubnissen für Bewohner von Hongkong und Macau. 1983 entstand auf besagtem Firmenstandort das Zweigunternehmen Hong Kong Association of Travel Organizers Ltd. (HACTO), woraufhin man vermehrt Besuche nach Peking bzw. in andere Städte am chinesischen Festland bezahlte. Ab Juli 1984 wurde das Unternehmen von der Einwanderungsbehörde als registrierter Dienstleister für die sogenannte Hongkong-Tour eingesetzt. Am 4. Oktober 1984 erwarb die Behörde, die als China Travel Service (Hong Kong) Ltd. firmiert, das Hotel Benito an der Cameron Road in Tsim Sha Tsui, Kowloon, Hongkong, was der erste Kauf dieser Art war. Nur wenige Monate später wurde im April 1985 die CTS HK Hotels Management Co. Ltd. gegründet. Im Juli desselben Jahres wurde die China Travel Tours Transportation Services Ltd. gegründet. Am 28. August 1985 wurde HKCTS die Genehmigung erteilt, die Overseas Chinese Town in Shenzhen zu bauen. Die Overseas Chinese Town ist eine Ansammlung touristisch interessanter Hotspots. Hier finden sich unter anderem der 1993 eröffnete Miniaturenpark Window of the World oder das Splendid China Folk Village. Ebenfalls dem China Travel Service gehörte der Schwesternpark Splendid China in Four Corners, Florida, der von 1993 bis 2003 bestand und ab dem Jahre 2013, nach mehrfachem Besitzerwechsel und von Diebstahl, Vandalismus und Verfall gezeichnet, abgerissen wurde.
Ebenfalls 1985 kam es zur Gründung der China Travel Service (Hong Kong) Group, die nunmehr sämtliche zuvor gegründeten Unternehmen umfasste. Am 5. Mai 1987 wurde der Neubau des Firmensitzes abgeschlossen. Im selben Jahr begann Taiwan streng limitierte Besuche des chinesischen Festlandes zuzulassen. Am 21. Juli 1987 traf die erste Touristengruppe vom chinesischen Festland (aus Shanghai) in Hongkong ein. 1989 wurde die erste Singapur-Malaysia-Thailand-Tour für chinesische Staatsbürger organisiert. In den nachfolgenden Jahren wurde diverse weitere Unternehmen gegründet, die größtenteils ebenfalls zur China Travel Service (Hong Kong) Group gehören. Die Gruppe investierte auch in andere Branchen, so unter anderem in die Stahlerzeugung. Die Tangshan Guofeng Iron & Steel Co. Ltd. aus der Stahlstadt Tangshan ist mindestens seit den 1990er Jahren ein Tochterunternehmen von CTS. Am 11. Juli 2001 wurde China Travel Service (Hong Kong) vom Hong Kong International Business Accelerate mit dem Top Quality Diamond Award als Outstanding Corporate ausgezeichnet. Im selben Jahr wurde das CTS gehörende Nanjing Jinling Star Metropark Hotel in Nanjing eröffnet; 2006 eröffnete das Ocean Spring Resort in Qingdao. Am 16. April 2006 erfolgte die Grundsteinlegung des Hauptgebäudes der Shenzhen Port China Travel Service Co Ltd. am Hafen von Shenzhen. Im April 2007 wurde am Qipan Mountain bei Shenyang die sogenannte CTSHK Europe Tourism Town feierlich eröffnet. Am 22. Juni 2007 fusionierte China Travel Service mit China Travel Service (Hongkong) und die China Travel Service Group wurde offiziell in die China Travel Service (Hongkong) Group eingegliedert.
Zahlreiche Bedienstete von CTS sind bzw. waren in politischen Ämtern aktiv. So erhielten unter anderem bei den Lokalwahlen von Hongkong im Jahre 2015 gleich sechs CTS-Bedienstete Sitze in den Distriktsräten (District Councils).